# Силвия Митева
Силвия Димитрова Митева е българска състезателка по художествена гимнастика.

## Биография
Силвия Митева е родена на 24 юни 1986 година в град Русе, България. Завършва ОУ „Любен Каравелов“ в родния си град, по-късно се премества в СОУЕЕ „Св. Константин-Кирил Философ“.
Тренира художествена гимнастика от 6-годишна. Републиканска шампионка по художествена гимнастика при девойки младша и старша възраст. От 2001 година играе за националния отбор на България.
Тя прави своя дебют през 2003 година и взима участие на четири световни първенства. Треньор на Силвия Митева е нейната майка – Силвия Митева-Дивчева. През 2011 година, след добро представяне на световното първенство в Монпелие, Франция печели квота за участие на Олимпийските игри в Лондон през 2012 година. Малко преди това, на Световната купа в София тя печели три сребърни медала.

## Постижения
- СП „Мие 2009“ (Япония) – 3 място (лента), 5 място (многобой)
- СИ „Каосюнг 2009“, (Тайван) – 3 място (обръч)
- СК „Каламата 2010“ (Гърция) – 1 място (топка)
- СК „Корбей Есон 2010“ (Франция) – 1 място (топка)
- СК „Каламата 2011“ (Гърция) – 1 място (бухалки)
- ЕП „Минск 2011“ (Беларус) – 3 място (лента)
- СК „София 2011“ (България) – 2 място (многобой, обръч, топка, бухалки, лента)
- СП „Монпелие 2011“ (Франция) – 3 място (бухалки, лента)
- СК „Каламата 2012“ (Гърция) – 1 място (многобой, топка, лента), 2 място (обръч, бухалки)[4]
- СК „София 2012“ (България) – 3 място (многобой), 2 място (обръч и бухалки)
- ЕП „Нижни Новгород 2012“ (Русия) – 5 място (многобой)
- ОИ „Лондон 2012“ (Англия) – 8 място (многобой)
- Гран При – Холон 2013 (Израел) – 2 място (многобой, обръч, топка) [5]
- Гран При – Москва 2013 (Русия) – 2 място (многобой), 2 място (бухалки и лента), 3 място (топка и обръч)[6]
- Гран При – Тие 2013 (Франция) – 4 място (многобой)[7], 2 място (лента)[8]
- МТМ Любляна 2013 (Словения) – 1 място (многобой) [9]
- СК София 2013 (България) – 2 място (многобой), 1 място (лента), 2 място (топка, обръч и бухалки) [10]
- СК Минск 2013 (Беларус) – 3 място (лента) [11]
- ЕП Виена 2013 (Австрия) – 3 място (лента и топка), 4 място (обръч и бухалки) [12]
- МТ Барселона 2013 (Португалия) – 4 място (многобой) [13]
- Универсиада Казан 2013 (Русия) – 3 място (лента) [14]
- СК Санкт Петербург 2013 (Русия) – 3 място (топка) [15]